# Salvador del Mundo (1787)
El Salvador del Mundo fue un navío de línea español de primera categoría, con 112 cañones nominales y tres puentes, que prestó servicio en la Armada Española desde el 4 de noviembre de 1786, fecha de su botadura, hasta que fue capturado por los ingleses en la batalla del Cabo de San Vicente en 1797. Se construyó según el proyecto de José Joaquín Romero y Fernández de Landa y pertenecía a la serie Santa Ana, también conocida como Los Meregildos.

## Construcción

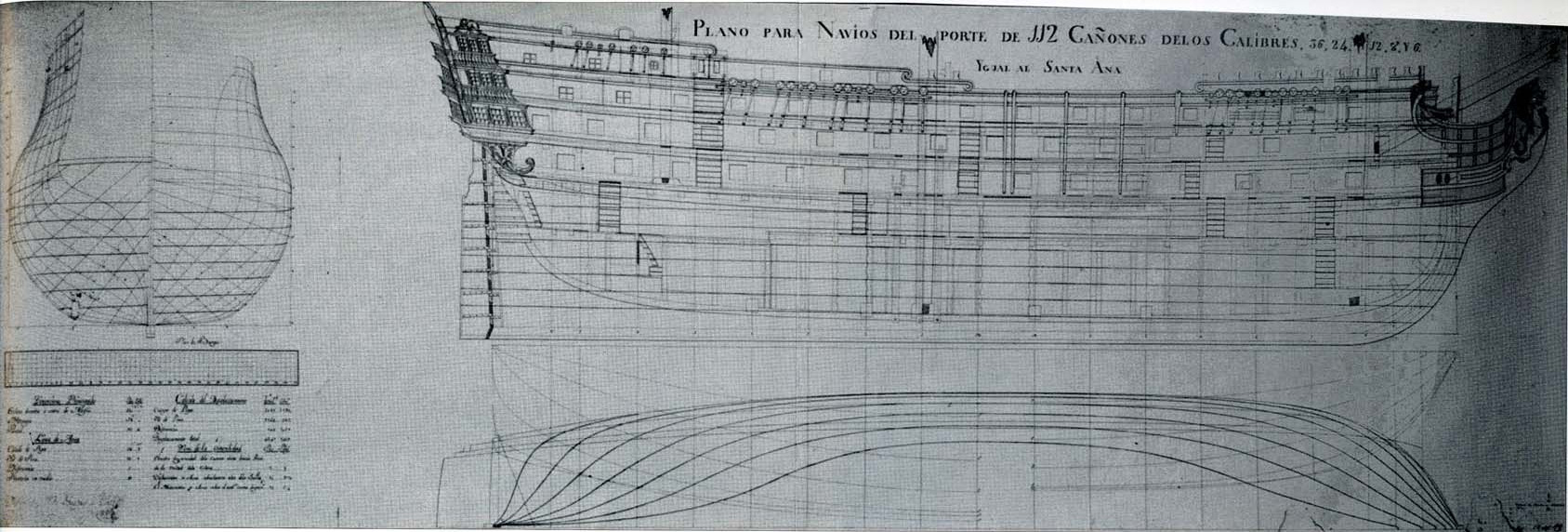
Plano para un navío de 112 cañones serie Santa Ana.

Se construyó siguiendo el proyecto de los Santa Ana, siendo los siguientes 8 navíos pertenecientes a tal serie: Santa Ana, el primero y el que da nombre a la serie, Mejicano, Conde de Regla, Salvador del Mundo, Real Carlos, San Hermenegildo, Reina María Luisa y Príncipe de Asturias.
A su entrega contaba con 30 cañones de 36 libras en la primera batería, en la segunda batería 32 cañones de 24 libras, en la tercera batería 32 cañones de 12 libras, en el alcázar 12 cañones de 8 libras y finalmente en el castillo de proa 6 cañones de 8 libras. Sus dimensiones eran de una eslora de 210 pies de burgos, una manga de 58 pies y un puntal de 27 pies y 6 pulgadas.

## Historial
En junio de 1790 el barco pasó a formar parte de la división a las órdenes del Teniente General Don José Solano Marqués del Socorro[4] en previsión del estallido de la guerra con Gran Bretaña por el incidente de Nootka. Bajo el mando del brigadier Jacinto Ferrero Serrano se convirtió en el buque insignia del Marqués de Socorro cuando se formó la escuadra naval en previsión de la ruptura de relaciones diplomáticas con Gran Bretaña.[1]
Tras la firma del Tratado de San Ildefonso, España declaró la guerra a Gran Bretaña y Portugal en octubre de 1796[5]. Asignado a la 4.ª División de la 1.ª Escuadrilla, bajo las órdenes directas del comandante de la flota española, teniente general don José de Córdova y Ramos[6], el Salvador del Mundo estaba al mando del brigadier Antonio Yepes[1]. El 14 de febrero de 1797, cerca del cabo San Vincenzo[7], la Escuadra Oceánica, formada por veintisiete navíos de línea y siete fragatas, se enfrentó a la escuadra inglesa, formada por quince navíos de línea, cinco fragatas, un bergantín y una cañonera, al mando del almirante Sir John Jervis, sufriendo una aplastante derrota. Durante el enfrentamiento el Salvador del Mundo quedó completamente desarbolado y fue capturado[3] por los ingleses, su comandante el brigadier Antonio Yepes murió en el combate junto con otros 42 tripulantes, mientras que otros 124 resultaron heridos.[8] Al final de la pelea, se contaron 74 impactos de bala al nivel del agua.[1]
El 14 de febrero de 1797 combatió en la batalla del Cabo de San Vicente comandado por el brigadier Antonio Yepes, quien perdió la vida en el transcurso de la contienda junto a 40 hombres más que también murieron y 140 heridos.
Por último quedó desarbolado de los tres masteleros con el casco acribillado a cañonazos. Los ingleses lograron capturarlo junto con los navíos San José, San Nicolas y San Isidro.
Llegando a Plymouth el 10 de mayo de 1797, entró en servicio en la Royal Navy el 4 de diciembre del mismo año[3] con el nombre de HMS Salvador del Mundo, al mando del Capitán William Prowse, sirviendo durante todo el período de las Guerras Revolucionarias. y los napoleónicos.[1] Desde marzo de 1803 hasta agosto de 1804 fue el buque insignia del almirante John Colpoys y, posteriormente, del vicealmirante William Young hasta 1809. Al año siguiente se convirtió en el buque insignia del almirante Robert Calder y, de 1813 a 1815, del vicealmirante Sir William Domett. Retirado del servicio en febrero de 1815,[3] después de haber servido durante algunos años como barco prisión, fue desguazado poco después.[1]
hasta que en 1815 fue dado de baja finalmente.